# 德尼兹·艾泰金
德尼兹·艾泰金（Deniz Aytekin，1978年7月21日—）是一位土耳其裔德国足球裁判，现代表巴伐利亚足球协会辖下的阿尔滕贝格体操及体育俱乐部（TSV Altenberg）执法。他是FIFA认证的国际裁判，并入选了UEFA的精英裁判组。

## 裁判生涯
艾泰金注册于阿尔滕贝格体操及体育俱乐部（TSV Altenberg），并自2004年起成为德国足协裁判。在2008年9月27日由柏林赫塔对阵科特布斯能源的比赛中，他首次获得德甲执法权。自2011年起，他也是国际足联裁判。同年4月1日，艾泰金主导了在圣保利与沙尔克04在米勒门进行的比赛。当至第89分钟、沙尔克以2:0领先的情况下，助理裁判被现场球迷抛下的一个啤酒罐砸中颈部，艾泰金随即提前终止比赛。这是德甲历史上出现的第七次比赛腰斩
。
艾泰金所执法的首场国际比赛是在2011年7月21日、由斯普利特对阵的2011-12赛季欧洲联赛第二轮资格赛。2012年5月20日，他又受邀前往罗甲，担当联赛收官战CFR克卢日对阵布加勒斯特星的主裁判。2012年欧锦赛期间，艾泰金还成为由领衔的德国裁判组的一份子，负责担当底线裁判。
至2012年9月11日，艾泰金终于迎来作为主裁判的国际A级比赛首秀，执法由波黑对阵拉脱维亚的2014年世界杯预选赛。在2012年10月23日由北西兰对阵尤文图斯的比赛中，他又首度执法欧洲冠军联赛分组赛。2014年12月，艾泰金宣布他已入选欧洲足联的精英裁判组。他参加的首个国际大赛是在智利举行的2015年國際足協U-17世界盃，并执法了由尼日利亚对阵美国的揭幕战。
2015年11月28日，艾泰金在执法达姆施塔特98对阵科隆的德甲比赛时不慎拉伤肌腱。他于半场结束后被助理裁判克里斯蒂安·迪茨换下，而后者在此前仅有德乙联赛的执法经历。
2017年3月8日，艾泰金主裁了2016-17欧洲冠军联赛八分之一决赛第二回合巴塞罗那队6-1逆转巴黎圣日耳曼队的著名比赛。

## 个人生活
艾泰金的主职是担任企业经理人和企业家。他是多间设于上阿斯巴赫的咨询公司的负责人。此外，他也是齐恩多夫裁判组的一员。